# Scalibregmatidae
Famille
Synonymes
- Scalibregmidae Malmgren, 1867[2]

Les Scalibregmatidae sont une famille de vers marins polychètes.

## Liste des genres
Selon World Register of Marine Species (10 novembre 2015) :
- sous-famille Travisiinae Hartmann-Schröder, 1971
  - genre Neolipobranchius Hartman & Fauchald, 1971
  - genre Travisia Johnston, 1840
- genre Asclerocheilus Ashworth, 1901
- genre Axiokebuita Pocklington & Fournier, 1987
- genre Hyboscolex Schmarda, 1861
- genre Lipobranchius Cunningham & Ramage, 1888
- genre Mucibregma Fauchald & Hancock, 1981
- genre Oligobregma Kudenov & Blake, 1978
- genre Parasclerocheilus Fauvel, 1928
- genre Polyphysia Quatrefages, 1866
- genre Proscalibregma Hartman, 1967
- genre Pseudoscalibregma Ashworth, 1901
- genre Scalibregma Rathke, 1843
- genre Scalibregmella Hartman & Fauchald, 1971
- genre Scalibregmides Hartmann-Schröder, 1965
- genre Sclerobregma Hartman, 1965
- genre Sclerocheilus Grube, 1863
- genre Speleobregma Bertelsen, 1986